# Jacques Ferdinand Planche
Pour les articles homonymes, voir Planche.
Jacques Ferdinand Planche, né à Grenoble le 28 janvier 1829 et mort à Toulon le 10 avril 1894, est un contre-amiral et administrateur colonial français.

## Carrière militaire
Fils d'un avoué, il est admis à l'École navale en 1844. Il est nommé aspirant de marine en 1846, puis enseigne de vaisseau en 1850. Il est ensuite promu lieutenant de vaisseau en 1859,  capitaine de frégate en 1870 et capitaine de vaisseau en 1879.
Mis à terre durant la guerre de 1870, comme la plupart des marins, il est employé en qualité de commandant de place à La Fère, où il est contraint de capituler après une courte résistance. Il embarque ensuite comme commandant du Calvados, bâtiment de transport chargé de conduire en Nouvelle-Calédonie les Communards condamnés à la déportation, avant de passer à bord de l'aviso à hélice Dayot.
Le capitaine Planche est l'un des commandants des forces françaises en Océanie de 1878 à 1880. Devenu le gouverneur de la Polynésie française en 1879, il propose sans succès au roi tahitien Pōmare V de remettre son royaume entre les mains des autorités françaises. Il prend le commandement du croiseur Le Dupleix en 1886.
Promu au rang de contre-amiral le 23 juin 1888, Ferdinand Planche est affecté au poste de major de la Flotte du 1er arrondissement maritime à Cherbourg du 16 juillet 1888 au 29 janvier 1890. Atteint par la limite d'âge, il passe dans la section de réserve des officiers généraux en 1891.

## Distinctions
- Commandeur de la Légion d'honneur (1889)[5].

### Sources et bibliographie
- Cote S.H.D./M.: CC7 2 MODERNE P15/10.
- Annuaires de la marine.